# Copa Libertadores da América de 1976
A Taça Libertadores da América de 1976 foi a 17.ª edição da Copa Libertadores, competição de futebol realizada todos os anos pela Confederação Sul-Americana de Futebol. Participaram 21 equipes dos dez países integrantes da CONMEBOL. O torneio teve início em 25 de fevereiro e encerrou-se em 30 de julho de 1976. O Cruzeiro se tornou o único time brasileiro campeão do torneio na década de 70. O São Paulo tinha sido vice campeão em 1974.
A competição foi vencida pelo Cruzeiro, primeiro clube brasileiro a ser campeão após o Santos, de Pelé, 13 anos depois. Durante a competição o clube sofreu um grande revés: a perda de um dos principais jogadores da equipe, Roberto Batata, que morreu num acidente automobilístico. O time superou a perda e chegou até a final contra o River Plate, deixando pelo caminho times como Internacional de Porto Alegre e Olimpia, do Paraguai. O primeiro jogo da final foi no Estádio Magalhães Pinto, o tradicional Mineirão. Após vencer o primeiro jogo por 4 a 1, o Cruzeiro foi a Argentina e conheceu sua única derrota na competição, perdendo por 2 a 1 para o clube argentino de Kempes, Fillol e Perfumo, numa arbitragem muito contestada, pelo fato de o segundo gol do time argentino ter surgido após falta no goleiro cruzeirense Raul Plassman. No terceiro e último jogo, no Chile, foi coroado com a vitória, vencendo por 3 a 2, com gol histórico do ponta-esquerda Joãozinho no final da partida.

## Equipes classificadas
| País                                  | Equipe            | Cidade         | Classificação                                                                                            | Títulos                                | Participação |
| ------------------------------------- | ----------------- | -------------- | --- | -------------------------------------- | ------------ |
| Argentina · (2 vagas + atual campeão) | Independiente     | Avellaneda     | Campeão da Copa Libertadores                                                                             | 6 (1964, 1965, 1972, 1973, 1974, 1975) | 10ª          |
| Argentina · (2 vagas + atual campeão) | River Plate       | Buenos Aires   | Campeão do Campeonato Metropolitano e do Campeonato Argentino de 1975                                    | 0 (não possui)                         | 5ª           |
| Argentina · (2 vagas + atual campeão) | Estudiantes       | La Plata       | Vencedor do playoff entre os vice-campeões do Campeonato Metropolitano e do Campeonato Argentino de 1975 | 3 (1968, 1969, 1970)                   | 5ª           |
| Bolívia · (2 vagas)                   | Guabirá           | Montero        | Campeão do Campeonato Boliviano de 1975                                                                  | 0 (não possui)                         | 1ª           |
| Bolívia · (2 vagas)                   | Bolívar           | La Paz         | Vice-campeão do Campeonato Boliviano de 1975                                                             | 0 (não possui)                         | 4ª           |
| Brasil · (2 vagas)                    | Internacional     | Porto Alegre   | Campeão do Campeonato Brasileiro de 1975                                                                 | 0 (não possui)                         | 1ª           |
| Brasil · (2 vagas)                    | Cruzeiro          | Belo Horizonte | Vice-campeão do Campeonato Brasileiro de 1975                                                            | 0 (não possui)                         | 3ª           |
| Chile · (2 vagas)                     | Unión Española    | Santiago       | Campeão do Campeonato Chileno de 1975                                                                    | 0 (não possui)                         | 5ª           |
| Chile · (2 vagas)                     | Palestino         | Santiago       | Campeão da Liguilla Pré-Libertadores da América 1975                                                     | 0 (não possui)                         | 1ª           |
| Colômbia · (2 vagas)                  | Santa Fe          | Bogotá         | Campeão do Campeonato Colombiano de 1975                                                                 | 0 (não possui)                         | 4ª           |
| Colômbia · (2 vagas)                  | Millonarios       | Bogotá         | Vice-campeão do Campeonato Colombiano de 1975                                                            | 0 (não possui)                         | 8ª           |
| Equador · (2 vagas)                   | LDU Quito         | Quito          | Campeão do Campeonato Equatoriano de 1975                                                                | 0 (não possui)                         | 3ª           |
| Equador · (2 vagas)                   | Deportivo Cuenca  | Cuenca         | Vice-campeão do Campeonato Equatoriano de 1975                                                           | 0 (não possui)                         | 1ª           |
| Paraguai · (2 vagas)                  | Olimpia           | Assunção       | Campeão do Campeonato Paraguaio de 1975                                                                  | 0 (não possui)                         | 11ª          |
| Paraguai · (2 vagas)                  | Sportivo Luqueño  | Luque          | Vice-campeão do Campeonato Paraguaio de 1975                                                             | 0 (não possui)                         | 1ª           |
| Peru · (2 vagas)                      | Alianza Lima      | Lima           | Campeão do Campeonato Peruano de 1975                                                                    | 0 (não possui)                         | 5ª           |
| Peru · (2 vagas)                      | Alfonso Ugarte    | Puno           | Vice-campeão do Campeonato Peruano de 1975                                                               | 0 (não possui)                         | 1ª           |
| Uruguai · (2 vagas)                   | Peñarol           | Montevidéu     | Campeão da Liguilla Pré-Libertadores da América 1975                                                     | 3 (1960, 1961, 1966)                   | 16ª          |
| Uruguai · (2 vagas)                   | Nacional          | Montevidéu     | Vice-campeão da Liguilla Pré-Libertadores da América 1975                                                | 1 (1971)                               | 12ª          |
| Venezuela · (2 vagas)                 | Portuguesa        | Acarigua       | Campeão do Campeonato Venezuelano de 1975                                                                | 0 (não possui)                         | 3ª           |
| Venezuela · (2 vagas)                 | Deportivo Galicia | Caracas        | Vice-campeão do Campeonato Venezuelano de 1975                                                           | 0 (não possui)                         | 7ª           |

## Fase de grupos
As partidas da Fase de grupos foram disputadas entre os dias 25 de Fevereiro e 18 de Abril.
Desta fase de grupos, classificou-se o primeiro colocado de cada grupo para as semifinais. Também classificou-se automaticamente para as semifinais o campeão do ano anterior.
|  | Equipes classificadas à semifinal |
|  | Equipes eliminadas                |

### Grupo 1
| Time              | P  | J | V | E | D | GP | GC | SG  |
| ----------------- | -- | - | - | - | - | -- | -- | --- |
| River Plate       | 10 | 6 | 5 | 0 | 1 | 10 | 3  | 7   |
| Estudiantes       | 9  | 6 | 4 | 1 | 1 | 11 | 3  | 8   |
| Portuguesa        | 5  | 6 | 2 | 1 | 3 | 8  | 11 | -3  |
| Deportivo Galicia | 0  | 6 | 0 | 0 | 6 | 3  | 15 | -12 |

|                   | EST | DGA | POR | RIV |
| ----------------- | --- | --- | --- | --- |
| Estudiantes       | –   | 4-0 | 3-0 | 1-0 |
| Deportivo Galicia | 0-1 | –   | 1-2 | 0-1 |
| Portuguesa        | 2-2 | 3-1 | –   | 0-2 |
| River Plate       | 1-0 | 4-1 | 2-1 | –   |

### Grupo 2
| Time             | P | J | V | E | D | GP | GC | SG  |
| ---------------- | - | - | - | - | - | -- | -- | --- |
| LDU Quito        | 8 | 6 | 3 | 2 | 1 | 10 | 5  | 5   |
| Deportivo Cuenca | 8 | 6 | 3 | 2 | 1 | 9  | 6  | 3   |
| Bolívar          | 6 | 6 | 3 | 0 | 3 | 16 | 11 | 5   |
| Guabirá          | 2 | 6 | 1 | 0 | 5 | 2  | 15 | -13 |

|                  | BOL | DCU | GUA | LDU |
| ---------------- | --- | --- | --- | --- |
| Bolívar          | –   | 4-2 | 7-1 | 3-2 |
| Deportivo Cuenca | 3-1 | –   | 1-0 | 0-0 |
| Guabirá          | 1-0 | 0-2 | –   | 0-1 |
| LDU Quito        | 2-1 | 1-1 | 4-0 | –   |

### Grupo 3
| Equipe           | Pts | J | V | E | D | GP | GC | SG  |
| ---------------- | --- | - | - | - | - | -- | -- | --- |
| Cruzeiro         | 11  | 6 | 5 | 1 | 0 | 20 | 9  | +11 |
| Internacional    | 7   | 6 | 3 | 1 | 2 | 10 | 8  | +2  |
| Olimpia          | 4   | 6 | 1 | 2 | 3 | 7  | 11 | –4  |
| Sportivo Luqueño | 2   | 6 | 1 | 0 | 5 | 5  | 14 | –9  |

|                  | CRU | INT | OLI | SLU |
| ---------------- | --- | --- | --- | --- |
| Cruzeiro         | –   | 5–4 | 4–1 | 4–1 |
| Internacional    | 0–2 | –   | 1–0 | 3–0 |
| Olimpia          | 2–2 | 1–1 | –   | 2–3 |
| Sportivo Luqueño | 1–3 | 0–1 | 0–1 | –   |

### Grupo 4
| Time           | P | J | V | E | D | GP | GC | SG |
| -------------- | - | - | - | - | - | -- | -- | -- |
| Alianza Lima   | 8 | 6 | 3 | 2 | 1 | 8  | 4  | 4  |
| Millonarios    | 6 | 6 | 2 | 2 | 2 | 8  | 5  | 3  |
| Alfonso Ugarte | 6 | 6 | 1 | 4 | 1 | 5  | 8  | -3 |
| Santa Fe       | 4 | 6 | 1 | 2 | 3 | 7  | 11 | -4 |

|                        | AUG | ALI | ISF | MIL |
| ---------------------- | --- | --- | --- | --- |
| Alfonso Ugarte         | –   | 0-0 | 2-1 | 1-1 |
| Alianza Lima           | 0-0 | –   | 3-0 | 2-1 |
| Independiente Santa Fe | 2-2 | 2-3 | –   | 1-0 |
| Millonarios            | 4-0 | 1-0 | 1-1 | –   |

### Grupo 5
| Time           | P | J | V | E | D | GP | GC | SG |
| -------------- | - | - | - | - | - | -- | -- | -- |
| Peñarol        | 8 | 6 | 3 | 2 | 1 | 7  | 4  | 3  |
| Unión Española | 8 | 6 | 3 | 2 | 1 | 5  | 3  | 2  |
| Palestino      | 5 | 6 | 2 | 1 | 3 | 5  | 6  | -1 |
| Nacional       | 3 | 6 | 0 | 3 | 3 | 5  | 9  | -4 |

|                | NAC | PAL | PEN | UES |
| -------------- | --- | --- | --- | --- |
| Nacional       | –   | 1-1 | 1-2 | 1-1 |
| Palestino      | 2-1 | –   | 1-0 | 0-1 |
| Peñarol        | 1-1 | 2-1 | –   | 2-0 |
| Unión Española | 2-0 | 1-0 | 0-0 | –   |

## Semifinal
As partidas das Semifinais foram disputadas entre 5 de Maio e 15 de Julho.
Das semifinais, classificou-se o primeiro colocado de cada grupo para a final.
|  | Equipes classificadas à final |
|  | Equipes eliminadas            |

### Grupo 1
| Time         | P | J | V | E | D | GP | GC | SG |
| ------------ | - | - | - | - | - | -- | -- | -- |
| Cruzeiro     | 8 | 4 | 4 | 0 | 0 | 18 | 3  | 15 |
| LDU Quito    | 2 | 4 | 1 | 0 | 3 | 4  | 10 | -6 |
| Alianza Lima | 2 | 4 | 1 | 0 | 3 | 4  | 13 | -9 |

|              | ALI | CRU | LDU |
| ------------ | --- | --- | --- |
| Alianza Lima | –   | 0-4 | 2-0 |
| Cruzeiro     | 7-1 | –   | 4-1 |
| LDU Quito    | 2-1 | 1-3 | –   |

### Grupo 2
| Time          | P | J | V | E | D | GP | GC | SG |
| ------------- | - | - | - | - | - | -- | -- | -- |
| River Plate   | 5 | 4 | 2 | 1 | 1 | 4  | 1  | 3  |
| Independiente | 5 | 4 | 2 | 1 | 1 | 2  | 1  | 1  |
| Peñarol       | 2 | 4 | 1 | 0 | 3 | 1  | 5  | -4 |

|               | IND | PEN | RIV |
| ------------- | --- | --- | --- |
| Independiente | –   | 1-0 | 0-1 |
| Peñarol       | 0-1 | –   | 1-0 |
| River Plate   | 0-0 | 3-0 | –   |

## Final
| Time        | Pts | J | V | E | D | GP | GC | SG |
| ----------- | --- | - | - | - | - | -- | -- | -- |
| Cruzeiro    | 4   | 3 | 2 | 0 | 1 | 8  | 5  | +3 |
| River Plate | 2   | 3 | 1 | 0 | 2 | 5  | 8  | -3 |

#### 1º Jogo:
| 21 de julho de 1976 | Cruzeiro                                   | 4 – 1 | River Plate | Mineirão, Belo Horizonte, Brasil               |
|                     | Nelinho 22' · Palhinha 29' 40' · Valdo 80' |       | Más 63'     | Público: 58 720 Árbitro: VEN Vicente Llobregat |

| Cruzeiro | River Plate |

| CRUZEIRO:    |  |               |  |                 |
|              |  |               |  |                 |
| GO           |  | Raúl          |  |                 |
| LD           |  | Nelinho       |  |                 |
| ZA           |  | Morais        |  |                 |
| ZA           |  | Darci Menezes |  |                 |
| LE           |  | Vanderley     |  |                 |
| VO           |  | Piazza        |  | Valdo           |
| MC           |  | Zé Carlos     |  |                 |
| MC           |  | Eduardo       |  | Ronaldo Drumond |
| AT           |  | Jairzinho     |  |                 |
| AT           |  | Palhinha      |  |                 |
| AT           |  | Joãozinho     |  |                 |
| Treinador:   |  |               |  |                 |
| Zezé Moreira |  |               |  |                 |

| RIVER PLATE:  |  |          |  |           |
|               |  |          |  |           |
| GO            |  | Fillol   |  | Landaburu |
| LD            |  | Comelles |  |           |
| ZA            |  | Perfumo  |  |           |
| ZA            |  | Lonardi  |  |           |
| LE            |  | HO López |  |           |
| VO            |  | JJ López |  |           |
| MC            |  | Merlo    |  |           |
| MC            |  | Sabella  |  |           |
| AT            |  | González |  |           |
| AT            |  | Luque    |  |           |
| AT            |  | Más      |  |           |
| Treinador:    |  |          |  |           |
| Ángel Labruna |  |          |  |           |

#### 2º Jogo:
| 28 de julho de 1976 | River Plate                 | 2 – 1 | Cruzeiro     | Monumental de Núñez, Buenos Aires, Argentina     |
|                     | JJ López 10' · González 76' |       | Palhinha 48' | Público: 90 000 Árbitro: URU José Martínez Bazán |

| River Plate | Cruzeiro |

| RIVER PLATE:  |  |            |  |        |
|               |  |            |  |        |
| GO            |  | Landaburu  |  |        |
| LD            |  | Comelles   |  |        |
| ZA            |  | Perfumo    |  |        |
| ZA            |  | Passarella |  |        |
| LE            |  | HO López   |  | Artico |
| VO            |  | JJ López   |  |        |
| MC            |  | Merlo      |  |        |
| MC            |  | Alonso     |  |        |
| AT            |  | González   |  |        |
| AT            |  | Luque      |  |        |
| AT            |  | Más        |  |        |
| Treinador:    |  |            |  |        |
| Ángel Labruna |  |            |  |        |

| CRUZEIRO:    |  |               |  |                 |
|              |  |               |  |                 |
| GO           |  | Raúl          |  |                 |
| LD           |  | Nelinho       |  |                 |
| ZA           |  | Morais        |  |                 |
| ZA           |  | Darcy Menezes |  |                 |
| LE           |  | Vanderley     |  |                 |
| VO           |  | Piazza        |  |                 |
| MC           |  | Zé Carlos     |  |                 |
| MC           |  | Eduardo       |  | Ronaldo Drumond |
| AT           |  | Jairzinho     |  |                 |
| AT           |  | Palhinha      |  |                 |
| AT           |  | Joãozinho     |  |                 |
| Treinador:   |  |               |  |                 |
| Zezé Moreira |  |               |  |                 |

#### Jogo desempate:
| 30 de julho de 1976 | Cruzeiro                                  | 3 – 2 | River Plate           | Nacional, Santiago, Chile                     |
|                     | Nelinho 24' · Eduardo 55' · Joãozinho 88' |       | Más 59' · Urquiza 64' | Público: 40 000 Árbitro: CHI Alberto Martínez |

| Cruzeiro | River Plate |

| CRUZEIRO:    |  |                 |         |        |
|              |  |                 |         |        |
| GO           |  | Raúl            |         |        |
| LD           |  | Nelinho         |         |        |
| ZA           |  | Morais          |         |        |
| ZA           |  | Darcy Menezes   |         |        |
| LE           |  | Vanderley       |         |        |
| VO           |  | Piazza          |         | Osiris |
| MC           |  | Zé Carlos       |         |        |
| MC           |  | Ronaldo Drumond | Expulso |        |
| AT           |  | Eduardo         |         |        |
| AT           |  | Palhinha        |         |        |
| AT           |  | Joãozinho       |         |        |
| Treinador:   |  |                 |         |        |
| Zezé Moreira |  |                 |         |        |

| RIVER PLATE:  |  |           |         |
|               |  |           |         |
| GO            |  | Landaburu |         |
| LD            |  | Comelles  |         |
| ZA            |  | Lonardi   |         |
| ZA            |  | Artico    |         |
| LE            |  | Urquiza   |         |
| MC            |  | Alonso    | Expulso |
| MC            |  | Merlo     |         |
| MC            |  | Sabella   |         |
| AT            |  | González  |         |
| AT            |  | Luque     |         |
| AT            |  | Más       |         |
| Treinador:    |  |           |         |
| Ángel Labruna |  |           |         |

| Taça Libertadores de 1976    |
| ---------------------------- |
| CRUZEIRO Campeão (1º título) |

## Classificação Geral
| Pos | Times             | P  | J  | V  | E | D | GP | GC | SG  | Resultado     |
| --- | ----------------- | -- | -- | -- | - | - | -- | -- | --- | ------------- |
| 1   | Cruzeiro          | 23 | 13 | 11 | 1 | 1 | 46 | 17 | +29 | Campeão       |
| 2   | River Plate       | 17 | 13 | 8  | 1 | 4 | 19 | 12 | +7  | Vice campeão  |
| 3   | Peñarol           | 10 | 10 | 4  | 2 | 4 | 8  | 9  | -1  | Semifinal     |
| 4   | Alianza Lima      | 10 | 10 | 4  | 2 | 4 | 12 | 17 | -5  | Semifinal     |
| 5   | LDU Quito         | 10 | 10 | 4  | 2 | 4 | 10 | 15 | -5  | Semifinal     |
| 6   | Independiente     | 5  | 4  | 2  | 1 | 1 | 2  | 1  | 1   | Semifinal     |
| 7   | Estudiantes       | 9  | 6  | 4  | 1 | 1 | 11 | 3  | 8   | Primeira Fase |
| 8   | Deportivo Cuenca  | 8  | 6  | 3  | 2 | 1 | 9  | 6  | 3   | Primeira Fase |
| 9   | Unión Española    | 8  | 6  | 3  | 2 | 1 | 5  | 3  | 2   | Primeira Fase |
| 10  | Internacional     | 7  | 6  | 3  | 1 | 2 | 10 | 8  | +2  | Primeira Fase |
| 11  | Bolívar           | 6  | 6  | 3  | 0 | 3 | 16 | 11 | 5   | Primeira Fase |
| 12  | Millonarios       | 6  | 6  | 2  | 2 | 2 | 8  | 5  | 3   | Primeira Fase |
| 13  | Alfonso Ugarte    | 6  | 6  | 1  | 4 | 1 | 5  | 8  | -3  | Primeira Fase |
| 14  | Palestino         | 5  | 6  | 2  | 1 | 3 | 5  | 6  | -1  | Primeira Fase |
| 15  | Portuguesa        | 5  | 6  | 2  | 1 | 3 | 8  | 11 | -3  | Primeira Fase |
| 16  | Olimpia           | 4  | 6  | 1  | 2 | 3 | 7  | 11 | -4  | Primeira Fase |
| 17  | Santa Fe          | 4  | 6  | 1  | 2 | 3 | 7  | 11 | -4  | Primeira Fase |
| 18  | Nacional          | 3  | 6  | 0  | 3 | 3 | 5  | 9  | -4  | Primeira Fase |
| 19  | Sportivo Luqueño  | 2  | 6  | 1  | 0 | 5 | 5  | 14 | -9  | Primeira Fase |
| 20  | Guabirá           | 2  | 6  | 1  | 0 | 5 | 2  | 15 | -13 | Primeira Fase |
| 21  | Deportivo Galicia | 0  | 6  | 0  | 0 | 6 | 3  | 15 | -12 | Primeira Fase |